# Breuil-Magné
Breuil-Magné là một xã trong tỉnh Charente-Maritime Charente-Maritime trong vùng Nouvelle-Aquitaine, tây nam nước Pháp. Xã Breuil-Magné nằm ở khu vực có độ cao từ 0-30 mét trên mực nước biển.